# Герб Чернівців
Герб Чернівці́в — офіційний символ міста Чернівці, адміністративного центру Чернівецької області. Автором ескізу герба міста є чернівецький художник, Заслужений художник України Криворучко Орест Іванович.

## Опис
Герб містаскладається з геральдичного щита, на якому розміщена відкрита мурована брама з сімома зубцями. Над ними, в два ряди, вісім (по чотири в ряд) вмурованих каменів; посеред відкритої брами розміщено державний герб України — фігуральний тризуб. Під брамою дві перехрещені лаврові гілки, перев'язані жовто-синіми стрічками.
Герб обрамлений бронзовим орнаментальним картушем, завершеним мурованою короною з п'ятьма помітними виступами.

## Варіанти
Передбачається використання також малого герба, без орнаментального картуша і корони.
Герб Чернівців виконаний в двох варіантах — кольоровому і чорно-білому. Чорно-біле вирішення передбачає наступні позначення кольорів: червоний колір — вертикальні риски; срібний (білий) — біле поле; золото, бронза (жовтий) — крапки, на білому полі; синій — горизонтальні риски.

## Історія
Перша печатка міста відома ще з XII cтоліття. Джерело - cтаття  П. П. Бирня, "Молдавське середньовічне місто у Дністровсько-Прутському міжріччі (XV — початок XVI ст.).

### Австрійський період

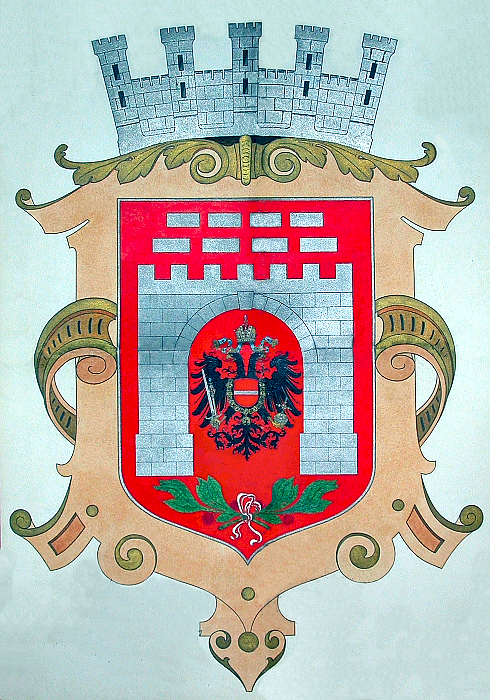
Герб 1908 року

Перший герб отриманий Чернівцями від австрійської влади у 1784 році: «В червленому полі срібна зубчаста міська стіна з 5 зубцями, над якою десять срібних каменів, покладених в два ряди. У воротах малий державний герб Австрійської імперії». Герб мав корону з 5 зубцями.
Однак коли на початку ХХ століття міська влада спробувала відшукати оригінальний диплом на герб 1784 року, пошуки в архівах Чернівців та Міністерства внутрішніх справ у Відні не привели до успіху. При цьому законність існування герба не підлягала сумніву, у 1904 герб був зображений у збірці міських гербів знаменитого художника Гюго Штреля
У Штреля герб зображувався із тричастинним династичним щитком Габсбург-Австрія-Лотарингія. Ряд істориків звертали увагу на те, що на багатьох відбитках міського друку, що зображував герб 1784, австрійський орел має на грудях спрощений австрійський щиток (без полів Лотарингії та Габсбургів). На деяких зображеннях у орла були відсутні династичні ордени (крім ордену Золотого Руна). Можливо саме в такому вигляді орел і був наданий місту в 1784 році, хоча можливо, що це було лише допустимим геральдичним спрощенням складної композиції імперського орла.

В результаті імператор Франц-Йосиф I 20 червня 1908 дарував місту нову гербову грамоту:
"Ein roter Schild, mit einem offenen, oben mit sieben Zinnen bekrontes aus silberfarbenen Quadern erbautes frei schwebendes Stadttor. Oberhalb der Zinnen sind acht freischwebende silberfarbene Quadern in zwei Reihen zu je vier verteilt, die Quadern der oberen Reihe sind etwas kleiner als die der unteren. In der Toroffnung erscheint ein schwarzer, rot bezungter, golden bewehrter und auf beiden Kopfen mit goldenen Bugelkronen bekronter Doppeladler, der in der rechten Klaue Schwert und Zepter, in der linken den Reichsapfel halt. Auf der Brust des Doppeladlers, uber dem die kaiserliche Krone schwebt, ruht ein rotes, von einem silbernen Querbalken durchzogenes und von der Kette des Ordens vom Goldenen Vlies umschlungenes Schildlein. Unterhalb des Stadttores verschranken sich zwei naturliche, mit einem rot weissen Bande zusammengebundene Lorbeerzweige. Auf dem Hauptrand des von einer ornamentalen bronzefarbenen Randeinfassung umgebenen Schildes ruht eine silberne Mauerkrone mit funf sichtbaren Zinnen."

### Румунський період
У міжвоєнний період Чернівці входили до складу Румунії. Герб міста затверджений румунською владою 2 серпня 1930:
«У червоному щиті срібна зубчаста фортеця з двома боковими прямокутними вежами, що має відкриті ворота, в яких поміщений герб Молдови; вгорі, між двома вежами, золота троянда. Щит увінчаний срібною міською короною з 7 вежами». Фортеця, зображена на гербі, старовинна фортеця Цецина.

У складі Румунії Чернівці були центром Жудецю Чернеуц (Judeţul Cernauţi). Герб жудецю: В червоному щиті срібне дерево, супровождуване по сторонах золотими ялинками, а у главі - скрещеними мечами руків'ями додолу.

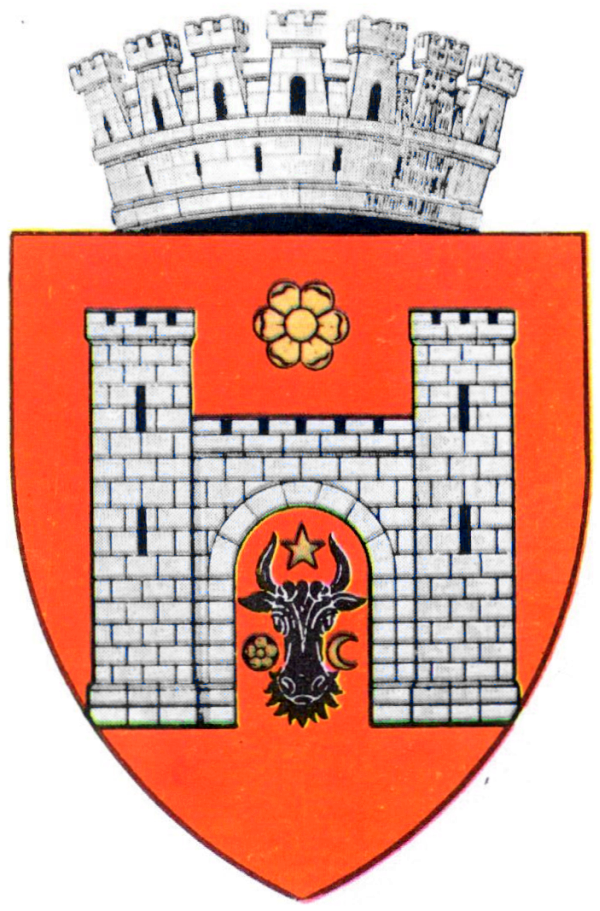
Герб Чернівців 1930 року
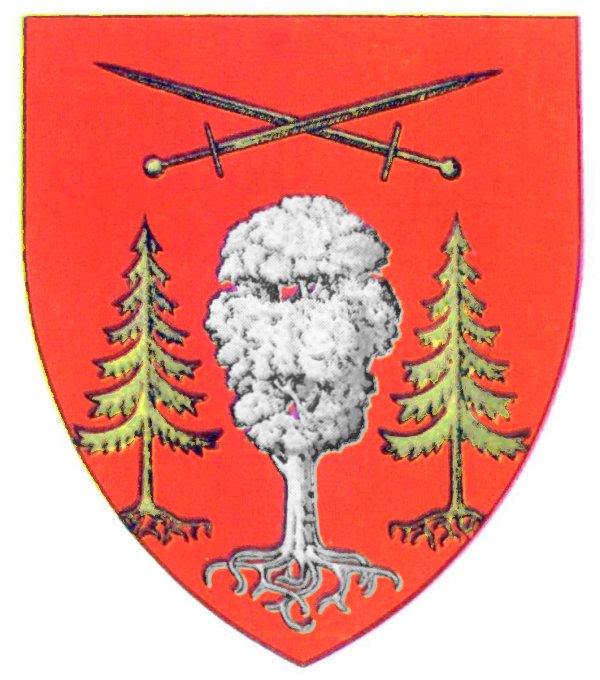
Герб Чернівецького Жудецю

### Радянський період

Герб 1969

Радянський герб Чернівців затверджений 21 березня 1969 року сесією Чернівецької міської Ради депутатів трудящих. Автор герба — Тарас Пахомович Герцук: "Герб має форму геральдичного щита, на якому розміщені кам'яні ворота з зубчастою вежею, як символ архітектури міста. На верхній частині воріт розміщені серп і молот. З нижньої частини щита ніби виростає букова гілка з двома листами та горішком. Через розчин воріт видно контури гір, які символізують характерний пейзаж Чернівців. По нижньому контуру щита хвилястими лініями зображена річка Прут. Кольорове рішення являє собою синій щит, на якому червоні ворота із золотим серпом і молотом. Біля підніжжя воріт зелена букова гілка, хвилясті лінії білого кольору зображують воду, контур гір також білого кольору.

## Сучасний герб

Сучасна версія герба

Сучасна версія не позбулася австрійської мурованої корони, хоча в українській геральдичній системі застосовують свої корони для гербів різних типів. Картуш теж зображено свавільний, який не повторює ані форму з української геральдики, ані історичний герб Чернівців.
Герб також складено на англійському щиті, попри рекомендації складати муніціпальні герби українських населених пунктів на іспанському щиті. Ще однією грубою геральдичною помилкою є внесення в щит Державного герба України.
В рамках проєкту "Альтеральдика" було свторено альтернативний герб Чернівців, який не порушує жодних геральдичних правил та відповідає українській геральдичній системі.
Герб складено на іспанському щиті, прикрашено золотим декоративним картушем та увінчано срібною мурованою короною. Замість Державного герба України в брамі розміщено тамґоподібну руну з печатки когось з князів Рюриковичів, знайденою в Чернівцях у 2004 році.
Символіка не є офіційною. Також "Альтеральдика" наголошує на тому, що у брамі має бути розміщено родовий герб князя Ярослава Осмомисла, який і заснував тут оборонне місто у другій половині XII століття.